# Květa Fialová

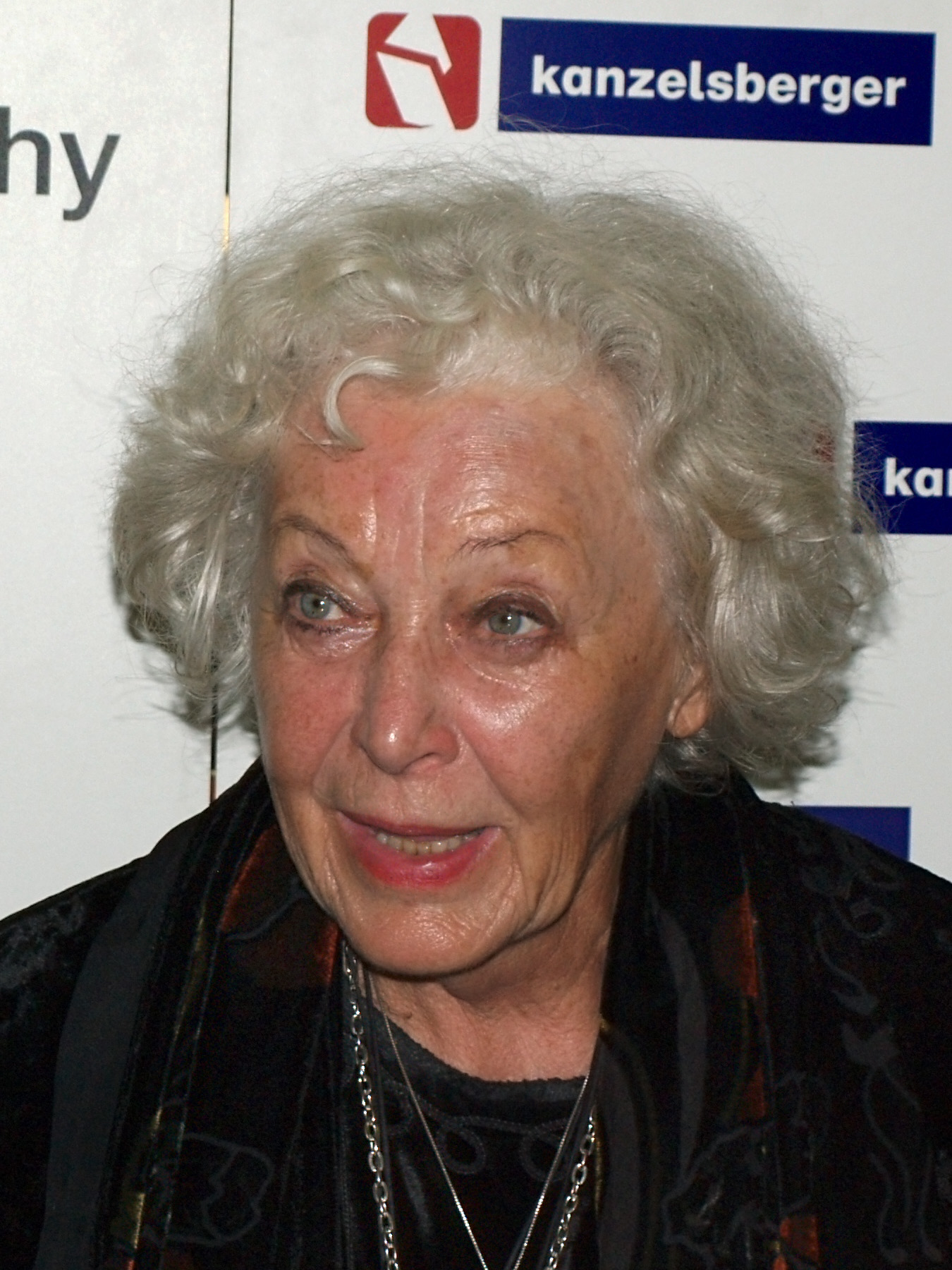
Květa Fialová, 2009.

Květa Fialová, född 1 september 1929 i Veľké Dravce, Tjeckoslovakien (nu i Slovakien), död 27 september 2017 i Prag, Tjeckien, var en tjeckisk skådespelare. Fialová fick ett större genombrott som filmskådespelare på 1960-talet då hon medverkade i uppmärksammade filmer som Lemonade Joe och Låt tågen gå. Flera av filmrollerna var som femme fatale i parodifilmer på exempelvis spionfilmer och deckare.

## Filmografi, urval
- 1959 – Prinsessan med den gyllene stjärnan
- 1964 – Lemonade Joe
- 1966 – Låt tågen gå
- 1969 – Den sjunde dagen, den åttonde natten
- 1978 – Nick Carter - världens deckare